# Elecciones municipales de 2023 en Rivas-Vaciamadrid
Las elecciones municipales de 2023 se celebraron en Rivas-Vaciamadrid el domingo 28 de mayo, de acuerdo con el Real Decreto de convocatoria de elecciones locales en España dispuesto el 3 de abril de 2023 y publicado en el Boletín Oficial del Estado el 4 de abril. Se eligieron los 25 concejales del pleno del Ayuntamiento de Rivas-Vaciamadrid, a través de un sistema proporcional (método d'Hondt), con listas cerradas y un umbral electoral del 5%.

## Resultados
La candidatura del Partido Popular encabezada por Janette Novo logró, por primera vez en la historia democrática de Rivas-Vaciamadrid, la victoria en unas elecciones municipales, con 9 concejales. Menor número de votos pero el mismo número de concejales obtuvo la  coalición entre Izquierda Unida, Equo y Más Madrid, encabezada por la alcaldesa Aída Castillejo. La tercera candidatura en número de concejales fue la del Partido Socialista Obrero Español encabezada por la vicealcaldesa Mónica Carazo, que disminuyó en 2 el número de concejales respecto a las Elecciones municipales de 2019 en Rivas-Vaciamadrid. La cuarta y última fuerza en obtener representación en el consistorio ripense fue VOX, que aumentó su número de votos pero mantuvo los 2 concejales obtenidos en 2019. Tanto Podemos como Ciudadanos quedaron fuera del reparto de concejales al no alcanzar el 5% necesario que exige la Ley Electoral. Los resultados completos se detallan a continuación:
| Candidatura                         | Candidatura                                                      | Votos  | %                               | Escaños                         |
| ----------------------------------- | ---------------------------------------------------------------- | ------ | ------------------------------- | ------------------------------- |
|                                     | Partido Popular (PP)                                             | 16 778 | 31,63                           | 9                               |
|                                     | Izquierda Unida Rivas-Equo-Más Madrid (IU Rivas-Equo-Más Madrid) | 15 904 | 29,98                           | 9                               |
|                                     | Partido Socialista Obrero Español (PSOE)                         | 9 185  | 17,31                           | 5                               |
|                                     | Vox                                                              | 4 577  | 8,62                            | 2                               |
| Vecinos por Rivas-Vaciamadrid (VxR) | Vecinos por Rivas-Vaciamadrid (VxR)                              | 2 625  | 4.94                            | 0                               |
|                                     | Podemos (Podemos)                                                | 2 167  | 4,08                            | 0                               |
|                                     | Ciudadanos-Partido de la Ciudadanía (Cs)                         | 845    | 1,59                            | 0                               |
| Contigo Somos Democracia (Contigo)  | Contigo Somos Democracia (Contigo)                               | 363    | 0,68                            | 0                               |
| Votos en blanco                     | Votos en blanco                                                  | 596    | 1,12                            | n/a                             |
| Votos válidos                       | Votos válidos                                                    | 52 444 | 100,00                          | 25                              |
| Votos nulos                         | Votos nulos                                                      | 513    | Participación: \| \| 75,67 % \| | Participación: \| \| 75,67 % \| |
| Votantes                            | Votantes                                                         | 53 553 | Participación: \| \| 75,67 % \| | Participación: \| \| 75,67 % \| |
| Electores                           | Electores                                                        | 70 768 | Participación: \| \| 75,67 % \| | Participación: \| \| 75,67 % \| |
|                                     | 75,67 %                                                          |        |                                 |                                 |

## Concejales electos
Relación de concejales electos:
| N.º | Nombre                            | Lista | Lista              |
| --- | --------------------------------- | ----- | ------------------ |
| 1   | Janette Novo Castillo             |       | PP                 |
| 2   | Aída Castillejo Parrilla          |       | IU-Equo-Más Madrid |
| 3   | Mónica Carazo Gómez               |       | PSOE               |
| 4   | Francisco José Gallardo López     |       | PP                 |
| 5   | Rosario Sandoval Morales          |       | IU-Equo-Más Madrid |
| 6   | Álvaro Garrucho Díez-Pavón        |       | PP                 |
| 7   | José Luis Alfaro González         |       | IU-Equo-Más Madrid |
| 8   | Luis Gabriel Altares del Cabo     |       | PSOE               |
| 9   | Eliana Palacios Albornoz          |       | Vox                |
| 10  | Mª del Camino Rodríguez Prieto    |       | PP                 |
| 11  | Yasmin Elena Manji Carro          |       | IU-Equo-Más Madrid |
| 12  | Jesús Martínez Caballero          |       | PP                 |
| 13  | José Manuel Castro Fernández      |       | IU-Equo-Más Madrid |
| 14  | Pilar Gabina Alonso García        |       | PSOE               |
| 15  | José Luis Borrallo Álvarez        |       | PP                 |
| 16  | Misericordia Chamorro Sánchez     |       | IU-Equo-Más Madrid |
| 17  | Leticia María Panadero Sáez       |       | PP                 |
| 18  | Alberto Cabeza Saco               |       | PSOE               |
| 19  | Mª de los Ángeles Guardiola Neira |       | Vox                |
| 20  | Manuela Refolio Bonito            |       | IU-Equo-Más Madrid |
| 21  | Ignacio Checa Rojo                |       | PP                 |
| 22  | Ángela Vijández Salas             |       | IU-Equo-Más Madrid |
| 23  | Francisco Javier Gil Rodríguez    |       | PP                 |
| 24  | María Luisa Pérez González        |       | PSOE               |
| 25  | Juan José González Blas           |       | IU-Equo-Más Madrid |